# Oliver Bearman
Oliver James Bearman (Havering, Londres, 8 de mayo de 2005), también conocido como Ollie Bearman, es un piloto de automovilismo británico. En 2021 ganó los campeonatos de Italia y Alemania de Fórmula 4, y fue tercero en el Campeonato de Fórmula 3 de la FIA de 2022 como debutante. Desde 2022 hasta 2024 fue miembro de la Academia de pilotos de Ferrari y piloto de desarrollo de la escudería Ferrari en Fórmula 1. En 2025 es piloto titular del equipo Haas, tras ser piloto reserva en 2024.
En 2023 y 2024 compitió en el Campeonato de Fórmula 2 de la FIA con el equipo PREMA Racing, logrando siete victorias. En 2024 debutó en el Gran Premio de Arabia Saudita de Fórmula 1 con Ferrari en reemplazo de Carlos Sainz Jr.. También participó en el Gran Premio de Azerbaiyán y São Paulo en sustitución de Kevin Magnussen en el equipo Haas.

## Carrera deportiva

### Inicios
Bearman comenzó a correr en karts en 2013. Ganó el Gran Premio de Gran Bretaña de Kartmasters en cadetes en 2017. Dos años más tarde logró tres títulos en IAME X30 Junior, incluyendo la final internacional. En 2020 ganó la copa de invierno de X30 Senior.
Ese mismo año hizo su debut en monoplazas, compitiendo en la F4 de la ADAC (Alemania) y la F4 Italiana con el equipo US Racing. Logró una victoria en cada campeonato.
En 2021, Bearman pasó al equipo Van Amersfoort Racing, repitiendo participaciones en ambos campeonatos nacionales. En el campeonato italiano, ganó 11 de las 21 carreras y obtuvo el título a falta de la última ronda. En el alemán, ganó seis de las 18 carreras y también obtuvo el título, siendo el primer piloto en ganar ambos campeonatos en un mismo año.
Ese mismo año, Bearman también participó en nueve carreras del Campeonato GB3 del Reino Unido.

### Campeonato de Fórmula 3 de la FIA

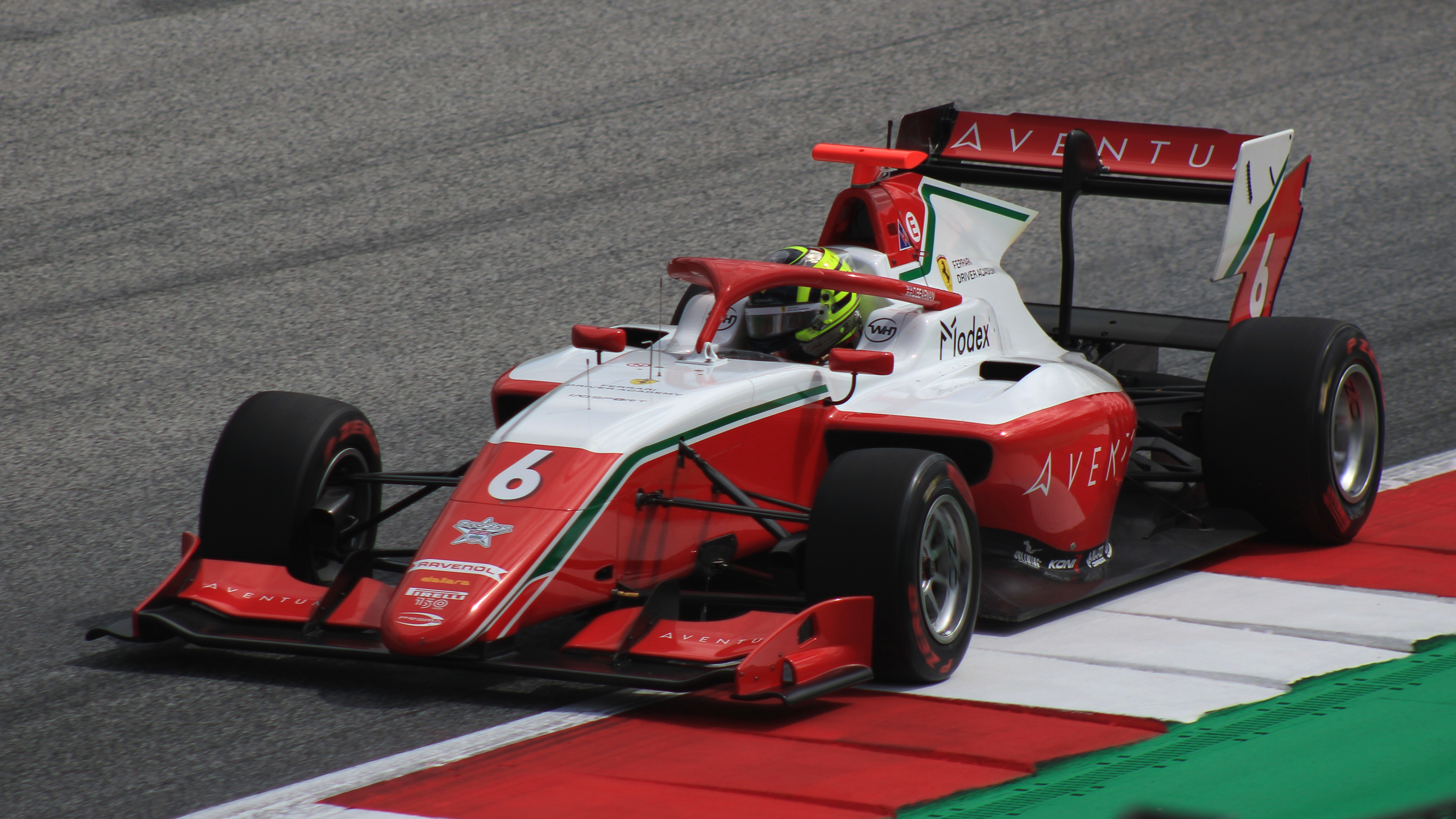
Oliver Bearman compitiendo en Fórmula 3 en 2022.

Bearman fue seleccionado por el equipo Prema para disputar los entrenamientos de la postemporada 2021 de la FIA Fórmula 3 en Valencia. A finales de ese año, fue anunciado como piloto del equipo para la temporada 2022, donde competirá junto a Arthur Leclerc y Jak Crawford.
Debutó con un segundo puesto en Sakhir. Logró su primer triunfo en F3 en la carrera 1 de Spa, que lo ubicó segundo en el campeonato a falta de dos fechas. En Zandvoort perdió el segundo lugar tras no poder sumar puntos en las dos carreras, y en la última ronda, en Monza se recuperó y logró un doble podio en ambas carreras con un segundo lugar. Finalmente se ubicó en la tercera posición en el Campeonato de Pilotos con 132 puntos.

### Campeonato de Fórmula 2 de la FIA
En noviembre de 2022, se confirmó su continuación con Prema para dar el salto al Campeonato de Fórmula 2 de la FIA en 2023, temporada en la que resultó sexto como debutante con cuatro victorias, seis podios, tres poles y dos vueltas rápidas. En la ronda de Bakú, Bearman lideró todas las sesiones de entrenamientos, clasificación y venció en ambas carreras.En el clasificador final, quedó detrás de su compañero Frederik Vesti, quien fue subcampeón.
La temporada 2024 para el británico estuvo marcada por altibajos y oportunidades en la Fórmula 1, que lo privaron de dos rondas de la F2. Fue compañero del debutante Andrea Kimi Antonelli. Tras un difícil inicio de Prema, Bearman obtuvo el primer podio de la escudería al ganar la carrera corta de Spielberg. Luego, ganó las carreras cortas de Monza, en su primer fin de semana sumando puntos en ambas carreras, y Lusail.

### Fórmula 1

#### 2023-2024: pruebas y piloto sustituto
Desde 2022 hasta 2024 Bearman fue integrante de la Academia de pilotos de Ferrari.
El 5 de octubre de 2023, fue anunciada su participación en los primeros entrenamientos libres de los Grandes Premios de la Ciudad de México y Abu Dabi de Fórmula 1 al volante del Haas VF-23.
En 2024, un día antes de la carrera del Gran Premio de Arabia Saudita, Bearman fue llamado por Ferrari para sustituir a Carlos Sainz Jr. luego de ser diagnosticado este de apendicitis.
Con 18 años y 306 días, se convirtió en el tercer piloto más joven en debutar en la «máxima categoría», solo superado por Max Verstappen y Lance Stroll. También se convirtió en el piloto más joven en debutar con Ferrari, superando al mexicano Ricardo Rodríguez de la Vega en 1961 (19 años y 208 días). Finalizó la carrera en el séptimo lugar, logrando sus primeros seis puntos, siendo elegido «Piloto del Día». En este Gran Premio, obtuvo el Adelantamiento del Mes de la Fórmula 1 de Marzo tras un adelantamiento a Yuki Tsunoda. 
Tras su debut con Ferrari, Bearman volvió a su rol de tercer piloto, disputando algunos entrenamientos libres con Haas a mitad de temporada. El 4 de julio de 2024, el equipo estadounidense lo confirmó como piloto titular a tiempo completo para la temporada 2025.
En el Gran Premio de Azerbaiyán de 2024, Oliver tuvo su segunda oportunidad como piloto titular, esta vez en reemplazo de Kevin Magnussen en Haas luego de que el danés acumulara 12 puntos de sanción en su superlicencia. Finalizó décimo en la carrera, sumando un punto y convirtiéndose en el primer piloto en sumar puntos en sus primeras dos carreras con distintos equipos.
Su tercera carrera como piloto sustituto llegó en el GP de São Paulo, cuando Magnussen tuvo problemas de salud que le impidieron participar.

## Vida personal
Bearman nació en Havering, Londres, y creció en Chelmsford, Essex. Estudió en la Grammar School Eduardo VI hasta los 16 años para luego centrarse en su carrera automovilística. Es hijo de David y Terri Bearman. Su padre es el fundador y director ejecutivo de la firma de seguros Aventum Group. Oliver tiene un hermano menor llamado Thomas, también piloto, y una hermana.

## Balance con compañeros de equipo en Fórmula 1
| Año     | Compañero       | Clasificación | Carrera      | Puntos       |
| ------- | --------------- | ------------- | ------------ | ------------ |
| 2024    | Charles Leclerc | 0-1           | 0-1          | 6-19         |
| 2024    | Nico Hülkenberg | 2-0           | 2-0          | 1-0          |
| 2025    | Esteban Ocon    | Disputándose  | Disputándose | Disputándose |
| Fuente: |                 |               |              |              |

## Resumen de carrera
| Temporada | Categoría                               | Equipo                      | Carreras          | Victorias         | Poles             | VR                | Podios            | Puntos            | Pos.              |
| --------- | --------------------------------------- | --------------------------- | ----------------- | ----------------- | ----------------- | ----------------- | ----------------- | ----------------- | ----------------- |
| 2020      | ADAC Fórmula 4                          | US Racing                   | 21                | 1                 | 0                 | 1                 | 3                 | 144               | 7.º               |
| 2020      | Campeonato de Italia de Fórmula 4       | US Racing                   | 8                 | 1                 | 0                 | 1                 | 2                 | 85                | 10.º              |
| 2021      | ADAC Fórmula 4                          | Van Amersfoort Racing       | 18                | 6                 | 5                 | 4                 | 11                | 295               | 1.º               |
| 2021      | Campeonato de Italia de Fórmula 4       | Van Amersfoort Racing       | 21                | 11                | 8                 | 2                 | 15                | 343               | 1.º               |
| 2021      | Campeonato GB3                          | Fortec Motorsport           | 9                 | 1                 | 2                 | 1                 | 4                 | 163               | 14.º              |
| 2022      | Campeonato de Fórmula Regional Asiática | Mumbai Falcons India Racing | 6                 | 0                 | 0                 | 0                 | 1                 | 29                | 15.º              |
| 2022      | Campeonato de Fórmula 3 de la FIA       | Prema Racing                | 18                | 1                 | 0                 | 1                 | 8                 | 132               | 3.º               |
| 2023      | Campeonato de Fórmula 2 de la FIA       | PREMA Racing                | 26                | 4                 | 3                 | 2                 | 6                 | 130               | 6.º               |
| 2023      | Fórmula 1                               | MoneyGram Haas F1 Team      | Piloto de pruebas | Piloto de pruebas | Piloto de pruebas | Piloto de pruebas | Piloto de pruebas | Piloto de pruebas | Piloto de pruebas |
| 2024      | Campeonato de Fórmula 2 de la FIA       | PREMA Racing                | 24                | 3                 | 0                 | 0                 | 3                 | 75                | 12.º              |
| 2024      | Fórmula 1                               | Scuderia Ferrari            | 1                 | 0                 | 0                 | 0                 | 0                 | 7                 | 18.º              |
| 2024      | Fórmula 1                               | Scuderia Ferrari HP         | 1                 | 0                 | 0                 | 0                 | 0                 | 7                 | 18.º              |
| 2024      | Fórmula 1                               | MoneyGram Haas F1 Team      | 2                 | 0                 | 0                 | 0                 | 0                 | 7                 | 18.º              |
| 2025      | Fórmula 1                               | MoneyGram Haas F1 Team      | Disputándose      | Disputándose      | Disputándose      | Disputándose      | Disputándose      | Disputándose      | Disputándose      |
| Fuentes:  |                                         |                             |                   |                   |                   |                   |                   |                   |                   |

## Resultados

### Campeonato de Fórmula 3 de la FIA
(Clave) (negrita indica pole position) (cursiva indica vuelta rápida puntuable)

| Año  | Escudería    | 1   | 1   | 2   | 2   | 3   | 3   | 4   | 4   | 5   | 5   | 6   | 6   | 7   | 7   | 8   | 8   | 9   | 9   | Pos. | Puntos | Ref.   |
| ---- | ------------ | --- | --- | --- | --- | --- | --- | --- | --- | --- | --- | --- | --- | --- | --- | --- | --- | --- | --- | ---- | ------ | ------ |
| 2022 | Prema Racing | SAK | SAK | IMO | IMO | BAR | BAR | SIL | SIL | SPI | SPI | BUD | BUD | SPA | SPA | ZAN | ZAN | MNZ | MNZ | 3.º  | 132    | [ 11 ] |
| 2022 | Prema Racing | 2   | 6   | 12  | 17  | 12  | 5   | 9   | 3   | 16  | 3   | 5   | 3   | 1   | 3   | 11  | 25  | 2   | 2   | 3.º  | 132    | [ 11 ] |

### Campeonato de Fórmula 2 de la FIA
(Clave) (negrita indica pole position) (cursiva indica vuelta rápida puntuable)

| Año  | Escudería    | 1   | 1   | 2   | 2   | 3   | 3   | 4   | 4   | 5   | 5   | 6   | 6   | 7   | 7   | 8   | 8   | 9   | 9   | 10  | 10  | 11  | 11  | 12  | 12  | 13  | 13  | 14  | 14  | Pos. | Puntos | Ref.   |
| ---- | ------------ | --- | --- | --- | --- | --- | --- | --- | --- | --- | --- | --- | --- | --- | --- | --- | --- | --- | --- | --- | --- | --- | --- | --- | --- | --- | --- | --- | --- | ---- | ------ | ------ |
| 2023 | PREMA Racing | SAK | SAK | YED | YED | MEL | MEL | BAK | BAK | MON | MON | BAR | BAR | SPI | SPI | SIL | SIL | BUD | BUD | SPA | SPA | ZAN | ZAN | MNZ | MNZ | YMC | YMC |     |     | 6.º  | 130    | [ 4 ]  |
| 2023 | PREMA Racing | 15  | 14  | Ret | 10  | 7   | 17  | 1   | 1   | Ret | 11  | 7   | 1   | 8   | 5   | 6   | 8   | 3   | 12  | 12  | 7   | 3   | Ret | 6   | 1   | 10  | Ret |     |     | 6.º  | 130    | [ 4 ]  |
| 2024 | PREMA Racing | SAK | SAK | YED | YED | MEL | MEL | IMO | IMO | MON | MON | BAR | BAR | SPI | SPI | SIL | SIL | BUD | BUD | SPA | SPA | MNZ | MNZ | BAK | BAK | LUS | LUS | YMC | YMC | 12.º | 75     | [ 15 ] |
| 2024 | PREMA Racing | 16  | 15  | WD  | WD  | 14  | 9   | 5   | 19  | 11  | 4   | 21  | 14  | 1   | Ret | Ret | 7   | 10  | 15  | 7   | Ret | 1   | 7   |     |     | 1   | 12  | 4   | 5   | 12.º | 75     | [ 15 ] |

### Fórmula 1
(Clave) (negrita indica pole position) (cursiva indica vuelta rápida)

| Año     | Escudería              | 1      | 2     | 3      | 4      | 5      | 6       | 7      | 8      | 9      | 10     | 11     | 12     | 13      | 14      | 15  | 16  | 17     | 18  | 19     | 20     | 21     | 22     | 23  | 24  | Pos. | Puntos |
| ------- | ---------------------- | ------ | ----- | ------ | ------ | ------ | ------- | ------ | ------ | ------ | ------ | ------ | ------ | ------- | ------- | --- | --- | ------ | --- | ------ | ------ | ------ | ------ | --- | --- | ---- | ------ |
| 2023    | MoneyGram Haas F1 Team | BHR    | ARA   | AUS    | AZE    | MIA    | MON     | ESP    | CAN    | AUT    | GBR    | HUN    | BEL    | NED     | ITA     | SIN | JPN | QAT    | USA | MEX TD | SÃO    | LVG    | ABU TD |     |     |      |        |
| 2024    | Scuderia Ferrari       | BHR    | ARA 7 | AUS    | JPN    | CHN    |         |        |        |        |        |        |        |         |         |     |     |        |     |        |        |        |        |     |     | 18.º | 7      |
| 2024    | Scuderia Ferrari HP    |        |       |        |        |        | MIA     |        |        |        |        |        |        |         |         |     |     |        |     |        | MEX TD |        |        |     |     | 18.º | 7      |
| 2024    | MoneyGram Haas F1 Team |        |       |        |        |        |         | EMI TD | MON    | CAN    | ESP TD | AUT    | GBR TD | HUN TD  | BEL     | NED | ITA | AZE 10 | SIN | USA    |        | SÃO 12 | LVG    | QAT | ABU | 18.º | 7      |
| 2025*   | MoneyGram Haas F1 Team | AUS 14 | CHN 8 | JPN 10 | BHR 10 | ARA 13 | MIA Ret | EMI 17 | MON 12 | ESP 17 | CAN 11 | AUT 11 | GBR 11 | BEL 117 | HUN Ret | NED | ITA | AZE    | SIN | USA    | MEX    | SÃO    | LVG    | QAT | ABU | 19.º | 8      |
| Fuente: |                        |        |       |        |        |        |         |        |        |        |        |        |        |         |         |     |     |        |     |        |        |        |        |     |     |      |        |

- * Temporada en progreso.